# Коронен
Короне́н, также известный как сверхбензо́л — полициклический ароматический углеводород (ПАУ), состоящий из шести поликонденсированных бензольных колец. Представляет собой жёлтое вещество со слабым запахом цианоакрилата, растворимое в бензоле, толуоле и дихлорметане.
Под воздействием УФ-лучей люминесцирует сине-голубым светом. Его эмиссионный спектр несимметричен относительно спектра поглощения, и количество полос в спектре и их интенсивность варьируются в зависимости от растворителя.
В природе встречается в виде очень редкого минерала карпатита.
В отличие от прочих ПАУ безвреден для здоровья.

## Структура
Коронен — циркулен. Образует игольчатые кристаллы с моноклинной структурой типа «ёлочка». Наиболее распространённым полиморфом является γ, но β-форма также может быть получена при приложении магнитного поля с индукцией около 1 Тл или путём фазового перехода от γ при понижении температуры ниже 158 К.

## Применение
Благодаря особенностям химического строения коронен имеет чрезвычайно высокую термическую устойчивость, и благодаря этому может использоваться как теплоноситель.
Использовался как молекулярный зонд для определения природы растворителя, как и пирен.
Коронен также использовался при синтезе графена. При этом молекулы коронена, испарённые на медную подложку при температуре 1000 °С образуют кристаллическую решётку графена, которую затем можно перенести на другую подложку..